# Дальние страны
«Да́льние стра́ны» — повесть советского детского писателя А. П. Гайдара, написанная в 1931 году, и впервые изданная в 1932 году.

## Сюжет
Зимой в маленьком разъезде ребятам скучно, товарищей мало: сын сторожа Васька, машиниста — Петька, телеграфиста — Серёжка, да пара детей трёх и четырёх лет. Петька и Васька дружат, а Серёжка вредный — любит драться, если Васька или Петька попадаются поодиночке.
Васька заболел, сидит дома, и видит в окно, как Петька идёт важно, со свёртком под мышкой. На другой день Петька вновь несёт что-то, завёрнутое в газету. Васька начинает петь, рассчитывая, что мама услышит, что он не хрипит и выпустит его погулять, а. поскольку она не реагирует, поёт всё громче и громче. Мама ругает его.
На другой день горло прошло, и Ваську отпустили на улицу. Встреченный им Петька рассказывает, что в свёртках — книги для чтения и счёта — он ходит учиться к Ивану Михайловичу. Петька говорит, что будет ходить учиться каждый день, и Васька обижается: «когда у меня горло заболело, то ты без меня живо к Ивану Михайловичу пристроился!» Ребята решают с завтрашнего дня ходить учиться вместе.
Васька с Петькой идут на урок, рассуждая о возрасте и хитрости — им на двоих 16 лет, а Серёжке - 9, значит, они хитрее. А хуторскому Даниле Егоровичу пятьдесят лет, и хитрей его не найдёшь, он кулак, у него на огороде летом четыре девки работали и родня.
Иван Михайлович был машинистом, а во время Гражданской войны — машинистом на бронепоезде, в который однажды угодил снаряд и осколками оторвал ему руку. С тех пор он на пенсии. Однажды после урока Иван Михайлович попросил ребят сбегать в Алёшино, передать доверенность с запиской Егору Михайловичу, председателю сельсовета, который получает в городе пенсию Ивана Михайловича и привозит её в разъезд. В молодости Егор Михайлович работал кочегаром на том же бронепоезде, и проявил себя: провёл паровоз, перевязал потерявшего сознание Ивана Михайловича.
Ребята идут через лес (по тропинке до Алёшина пять километров), останавливаются у хутора Данилы Егоровича — напиться у колодца, и рассказывают поившему там коней Даниле Егоровичу о поручении. Дома у Егора они застали только шестилетних близнецов — Пашку и Машку, их отец ушёл на собрание. Гонцы отправились на площадь, где на собрании говорят о колхозе. Ребята отдают Егору записку, тот читает и говорит, что всё сделает, после чего взбирается на импровизированную трибуну и агитирует вступать в колхоз.
Дома тоже зашёл разговор про колхоз: мать год копила деньги на покупку годовалой тёлки у Данилы Егоровича, но боится, что тот пойдёт в колхоз и корову не выкупить. Отец говорит ей, что Данилу Егоровича ни с тёлкой, ни без тёлки в колхоз не возьмут, потому что он кулак, а когда в колхоз войдёт всё село, тогда и Даниле Егоровичу, и мельнику Петунину, и Семёну Загребину придёт крышка — разрушатся все их кулацкие хозяйства. Мать высказала опасение, как бы не рушился сам колхоз, потому что Алёшино — деревня глухая.
Друзья идут на речку, услышав шаги и подумав, что это Серёжка, прячутся и видят двоих крестьян: незнакомого и, кажется, не здешнего и дядю Серафима, небогатого алёшинского мужика, на которого часто валились всякие несчастья. Оба ругали Данилу Егоровича. Ребята видят аэроплан, летящий «в дальние страны», который однако делает вокруг села несколько кругов. Где-то глухо звучит выстрел.
Вернувшись домой, Васька застал дядю Серафима, рассказывающего про алёшинские дела: в колхоз пошло полдеревни, остальная половина выжидает, что будет. У мельника Петунина прорвало плотину, и вода вся ушла, трава должна быть плохая, потому что луга заливные и хороший урожай на них бывает только после большой воды. На вопрос отца, почему раньше не было прорывов, дядя Серафим уклончиво отвечает: «Может, вода прорвала, а может, и ещё как».
Утром Васька ищет Петьку, не может найти. Петька проснулся рано, взял удочки (они уговорились ловить рыбу), но увидел Серёжку и решил проследить за ним. В лесу он теряет из виду Сережку; разыскивая его, Петька замечает палатку и дым от костра. Петька подходит ближе, берет лежащий у палатки компас, играет с ним, тут на него нападает большая собака и он убегает. Петьке стыдно за «украденный» компас.
Вечером Васька и Петька встречаются, Васька рассказывает новости: возле разъезда будут строить завод, в лесу стоит палатка, в которой живут очень хорошие люди, с которыми Васька уже познакомился, и Серёжкин отец выдрал сегодня Серёжку, и Серёжка выл на всю улицу. Васька утром пошел искать друга, встретил незнакомого человека — геолога, разведывающего запасы глины, из которой будут добывать алюминий. Палатку двух геологов и видел Петька.
Вскоре ребята подружились с геологами. Геологи догадываются, что компас забрал не Сережка (из-за этого отец его и побил), и предлагают Петьке сходить его поискать. По дороге домой Петька встречает крестьян и дядю Серафима, и понимает, что стряслась какая-то беда. Захватив с собой три тысячи крестьянских денег, собранных на акции Трактороцентра, скрылся неизвестно куда главный организатор колхоза — председатель сельсовета Егор Михайлов. В городе он должен был пробыть 2-3 суток. Через неделю ему послали телеграмму, потом послали вслед нарочного, сообщившего, что в райколхозсоюз Егор не являлся и в банк денег не сдавал. Из района прислали нового человека, но алёшинские мужики отнеслись к нему холодно — колхоз начал разваливаться, люди начали выходить десятками, без всяких заявлений.
С утра Васька с Иваном Михайловичем пошли в Алёшино. Звали с собой Петьку, но он отказался — сказал, что некогда, и убежал. Новый председатель на пашне. Ребята обсуждают Егора — он неплохой человек, человек слова, агитировал за колхоз, школу хотел построить.
Петька в лесу услышал странную песню — бессмысленную, глухую и тяжёлую. Васька видит, как разгружают товарные вагоны — прибыли стройматериалы для завода. Васька узнаёт, что по их участку проложат запасные пути для вагонов с построечными грузами, переезд перенесут на другое место и там построят для них новый дом. Приходит мать Петьки, говорит, что тот пропал с обеда. Петька вернулся поздно, без фуражки, с заплаканными глазами, и сказал, что заблудился. Геологическая палатка снялась со своего места, чтобы продвинуться дальше. Компас Петька не отдал.
Семья Васьки переезжает в ещё не достроенный дом. Ребята пугают Пашку и Машку — детей Егора, говорят, что их отец — жулик. Дети говорят, что жулик, но добрый. Петька начинает плакать.
Опять прилетает аэроплан — он проводит фотосъёмку местности с высоты. Жизнь в разъезде закипает, строятся новые бараки, склады, подсобные мастерские. Приехали кинопередвижка, вагон-баня, вагон-библиотека. Васька помогает Сережке. Грамотный Васька читает вслух матери письмо от брата Павла, тот недавно женился, хочет приехать работать слесарем на новом заводе.
Дружба Васьки с Петькой в последнее время не заладилась, «Петька стал какой-то не такой, дикий». Как-то Васька видит Петьку, идущего в лес, следит за ним, потом теряет из вида. Ночью в Алёшине звучит набат.
Петька догадывается, что за ним следил Васька, но «твёрдо решил никому не говорить ни слова. Пусть открывают сами, пусть узнают и пусть делают с ним всё, что хотят». Его встречает Иван Михайлович, спрашивает, почему он невесел, сторонится других ребят. Они видят пьяного Ермолая, поющего ту тяжёлую бессмысленную песню, которую Петька уже слышал. Петька сообщает, что Ермолай убил Егора Михайловича.
Дядя Серафим скачет от разъезда в Алёшино, собирает приятелей, едет к председателю, сообщая ему, что «Егор-то никуда и не убегал, а его в нашем лесу убили». Петька нашел простреленную кепку убитого Егора. Хромой Сидор говорит, что всё подстроено, бьёт в набат. Оказывается, Петька нашел простреленную кепку Егора, положил рядом компас и свою фуражку, но, услышав песню, убежал. Боясь признаться в том, что он забрал компас, он не рассказывал о преступлении. Когда он по песне узнал Ермолая и угадал, что ищет Ермолай в лесу, он рассказал Ивану Михайловичу всю правду, ничего не скрывая с самого начала.
Через два дня на постройке завода был праздник, производилась торжественная закладка главного корпуса, и в этот же день в Алёшине хоронили убитого председателя Егора Михайловича, чьё закиданное ветвями тело разыскали на дне глубокого, тёмного оврага в лесу. В этот же день разъезд № 216 переименовывался в станцию «Крылья самолёта». Милиционеры арестовали Ермолая, Данилу Егоровича и Петунина, а кулак Загребин в ту ночь, когда загудел набат, узнав, в чём дело, бросил хозяйство и скрылся.
Хоронили Егора Михайловича всей деревней, пришла с постройки рабочая делегация. Приехал из города докладчик, сказавший речь. Васька понимает, что «и разъезд № 216, который с сегодняшнего дня уже больше не разъезд, а станция „Крылья самолёта“, и Алёшино, и новый завод, и эти люди, которые стоят у гроба, а вместе с ними и он и Петька — всё это частица одного огромного и сильного целого, того, что зовётся Советской страной».

## История создания
В дневнике Гайдара под названием «Дальние страны» говорится о работе над новой книгой летом 1931 года. Запись от 3 августа: «Ночью я закончил, наконец, „Дальние страны“. Итого получилось немного более пяти печатных листов».
Повесть впервые была выпущена отдельным изданием в 1932 году, в издательстве «Молодая гвардия», с рисунками художника А. Ермолаева, и в этом же году вошла в состав первого небольшого сборника произведений А. Гайдара «Мои товарищи». Повесть выдержала несколько прижизненных переизданий в Москве, Ленинграде, Хабаровске и Харькове; последние прижизненные издания были осуществлены Детиздатом в 1938 году в серии «Школьная библиотека» и издательством Дальгиз в Хабаровске, в 1939 году.

## Критика
В этой повести автор переходит к новой теме и к новым героям — к теме социалистического строительства и к героям первой пятилетки.
В повести отразились авторские воспоминания детства, мечта о дальних странах сопутствовала Гайдару всегда.
29 января 1933 года в «Литературной газете» вышла большая статья А. Фадеева «Книги Гайдара», в которой Фадеев отмечает революционность и демократизм Гайдара, говорит об «исключительной простоте языка и сюжетной занимательности его повествования».